# Số chiều Hausdorff

Ước lượng Số chiều Hausdorff của bờ biển nước Anh

Đồ thị của. Số chiều Hausdorff của F là giá trị s mà tại đó có sự nhảy từ xuống.

Trong toán học, Số chiều Hausdorff (còn được biết đến như là Số chiều Hausdorff - Besicovitch) là một số thực không âm mở rộng (có thể có giá trị {\displaystyle \infty }) ứng với một không gian metric nào đó. Số chiều Hausdorff tổng quát hóa khái niệm chiều của một không gian vectơ thực. Đó là, số chiều Hausdorff của một không gian tích trong n-chiều bằng n. Ví dụ như số chiều Hausdorff của một điểm là không, số chiều Hausdorff của một đường thẳng là một, và số chiều Hausdorff của mặt phẳng là hai. Tuy nhiên có, rất nhiều tập kì dị có số chiều Hausdorff không phải là số nguyên. Khái niệm này được đưa ra vào năm 1918 bởi nhà toán học Felix Hausdorff. Nhiều sự phát triển mang tính kĩ thuật được sử dụng để tính số chiều Hausdorff cho những tập hợp có tính kì dị cao được đạt được bởi Abram Samoilovitch Besicovitch.
Việc đưa ra số chiều Hausdorff nhằm khắc phục những khuyết điểm của số chiều Topo. Chẳng hạn như số chiều Topo không thể nói lên được bất cứ điều gì về kích thước của vật. Đường cong phủ không gian là một ví dụ điển hình cho khuyết điểm này. Những đường như đường Peano hay đường Hilbert có thể phủ toàn bộ hình vuông đơn vị có số chiều Topo là hai mặc dù chúng chỉ có số chiều Topo là một. Điều đó cho thấy đường Peano hay đường Hilbert "hành xử" như có số chiều Topo là hai.

Bước lặp thứ 3 từ cách xây dựng đường Peano, giới hạn của việc lặp chính là một đường cong phủ không gian

## Độ đo Hausdorff

### Định nghĩa
Cho {\displaystyle U} là một tập con không rỗng của {\displaystyle \mathbb {R} ^{n}}, đường kính của {\displaystyle U}, ký hiệu {\displaystyle |U|}, được định nghĩa là {\displaystyle |U|=\sup {\Big \{}|x-y|:x,y\in U{\Big \}}}. Cho {\displaystyle F\subset \mathbb {R} ^{n}}, nếu {\displaystyle \{U_{i}\}} là một họ đếm được (hay hữu hạn) những tập hợp thỏa {\displaystyle F\subset \bigcup _{i=1}^{\infty }U_{i}} và {\displaystyle 0<|U_{i}|\leq \delta } với mỗi {\displaystyle i}, thì {\displaystyle \{U_{i}\}} được gọi là một {\displaystyle \delta }-phủ của F.
Giả sử {\displaystyle F} là một tập con của {\displaystyle \mathbb {R} ^{n}} và {\displaystyle s} là một số không âm. Với mỗi {\displaystyle \delta >0}, đặt
{\displaystyle {\mathcal {H}}_{\delta }^{s}(F)=\inf {\Big \{}\sum _{i=1}^{\infty }|U_{i}|^{s}:\{U_{i}\}\ {\text{ is a }}\ \delta {\text{-cover of F}}{\Big \}}}
Độ đo Hausdorff s-chiều của {\displaystyle F}, ký hiệu là {\displaystyle {\mathcal {H}}^{s}(F)} được định nghĩa là {\displaystyle {\mathcal {H}}^{s}(F)=\lim _{\delta \rightarrow 0}{\mathcal {H}}_{\delta }^{s}(F)}.
Ở đây ta cho phép giới hạn bằng {\displaystyle \infty }. Định nghĩa trên xác định vì khi {\displaystyle \delta } giảm thì số bao phủ của {\displaystyle F} giảm. Do đó {\displaystyle {\mathcal {H}}_{\delta }^{s}(F)} tăng, vì vậy {\displaystyle {\mathcal {H}}_{\delta }^{s}(F)} hội tụ khi {\displaystyle \delta \rightarrow 0}.

### Tính chất
1. {\displaystyle {\mathcal {H}}^{s}(\emptyset )=0.}
2. {\displaystyle {\mathcal {H}}^{s}(F)\leq {\mathcal {H}}^{s}(E)} nếu {\displaystyle F\subset E}.
3. {\displaystyle {\mathcal {H}}^{s}{\Big (}\bigcup _{i=1}^{\infty }F_{i}{\Big )}=\sum _{i=1}^{\infty }{\mathcal {H}}^{s}(F_{i})} nếu {\displaystyle \{F_{i}\}} là một họ đếm được của những tập Borel rời nhau.
4. Nếu F là một tập Borel của {\displaystyle \mathbb {R} ^{n}}, thì {\displaystyle c_{n}{\mathcal {H}}^{n}(F)={\mathcal {L}}^{n}(F),} trong đó {\displaystyle {\mathcal {L}}^{n}(F)} là độ đo Lebesgue của F trong {\displaystyle \mathbb {R} ^{n}}, {\displaystyle c_{n}} là thể tích của quả cầu đơn vị trong {\displaystyle \mathbb {R} ^{n}}.

### Định lý
1. Nếu {\displaystyle F\subset \mathbb {H} ^{n}} và {\displaystyle \lambda >0} thì {\displaystyle {\mathcal {H}}^{s}(\lambda F)=\lambda ^{s}{\mathcal {H}}^{s}(F)} với {\displaystyle \lambda F=\{\lambda x:x\in F\}}.
2. Cho {\displaystyle F\subset \mathbb {R} ^{n}} và {\displaystyle f:F\rightarrow \mathbb {R} ^{m}} thỏa

{\displaystyle |f(x)-f(y)|_{\mathbb {R} ^{m}}\leq c|x-y|_{\mathbb {R} ^{n}}^{\alpha }\ (x,y\in F),}
với {\displaystyle c>0} và {\displaystyle \alpha >0} thì với mỗi {\displaystyle s\geq 0}, {\displaystyle {\mathcal {H}}^{s/\alpha }(f(F))\leq c^{s/\alpha }{\mathcal {H}}^{s}(F).}

## Số Chiều Hausdorff
Xét tính chất sau của độ đo Hausdorff.
Nếu {\displaystyle t>s} và {\displaystyle \{U_{i}\}} là một {\displaystyle \delta }-phủ của F thì 
{\displaystyle \sum |U_{i}|^{t}\leq \delta ^{t-s}\sum {|U_{i}|^{s}}.}
Do đó 
{\displaystyle {\mathcal {H}}_{\delta }^{t}(F)\leq \delta ^{t-s}{\mathcal {H}}_{\delta }^{s}(F).} Cho {\displaystyle \delta \rightarrow 0}, nếu {\displaystyle {\mathcal {H}}^{s}(F)<\infty } thì {\displaystyle {\mathcal {H}}^{t}(F)=0} với mọi {\displaystyle t>s}. Điều đó cho thấy có một giá trị {\displaystyle s_{F}} mà tại đó {\displaystyle {\mathcal {H}}^{s}(F)} "nhảy" từ {\displaystyle \infty } xuống {\displaystyle 0}. Giá trị đó được gọi là số chiều Hausdorff của {\displaystyle F}.

### Định nghĩa
Cho {\displaystyle F\subset \mathbb {R} ^{n}}. Số chiều Hausdorff của F, ký hiệu {\displaystyle \dim _{H}(F)}, được định nghĩa là 
{\displaystyle \dim _{H}(F)=\inf\{s\geq 0:{\mathcal {H}}^{s}(F)=0\}=\sup\{s\geq 0:{\mathcal {H}}^{s}(F)=\infty \}.}
Quy ước {\displaystyle \inf\{\emptyset \}=\infty }.

### Tính chất
1. {\displaystyle {\mathcal {H}}^{s}(F)=\left\{{\begin{array}{ll}\infty &{\textrm {if}}\ s<\dim _{H}F\\0&{\textrm {if}}\ s>\dim _{H}F\end{array}}\right.}
2. Nếu {\displaystyle E\subset F} thì {\displaystyle {\textrm {dim}}_{H}E\leq {\textrm {dim}}_{H}F}.
3. Nếu {\displaystyle F_{1},F_{2},\ldots } là một dãy những tập hợp thì {\displaystyle {\textrm {dim}}_{H}\bigcup _{i=1}^{\infty }F_{i}=\sup _{1\leq i<\infty }\{{\textrm {dim}}_{H}F_{i}\}}.

### Định lý
1. Cho {\displaystyle F\subset \mathbb {R} ^{n}} và {\displaystyle f:F\rightarrow \mathbb {R} ^{m}} thỏa {\displaystyle |f(x)-f(y)|_{\mathbb {R} ^{m}}\leq c|x-y|_{\mathbb {R} ^{n}}^{\alpha }\ (x,y\in F)} với {\displaystyle c>0} và {\displaystyle \alpha >0} thì {\displaystyle {\textrm {dim}}_{H}f(F)\leq (1/\alpha ){\textrm {dim}}_{H}F}.
2. Cho {\displaystyle F\subset \mathbb {R} ^{n}}. Nếu tồn tại {\displaystyle s_{0}} sao cho {\displaystyle {\mathcal {H}}^{s_{0}}(F)\neq 0} thì {\displaystyle \dim _{H}(F)=s_{0}.}

### Ví dụ
1. Số chiều Hausdorff của một điểm trong {\displaystyle \mathbb {R} } bằng {\displaystyle 0}.
2. Số chiều Hausdorff của một tập đếm được trong {\displaystyle \mathbb {R} } bằng {\displaystyle 0}.
3. Số chiều Hausdorff của đường thẳng thực {\displaystyle \mathbb {R} } bằng 1.
4. Số chiều của {\displaystyle \mathbb {R} ^{n}} bằng {\displaystyle n}.

## Số chiều Hausdorff của các Fractal

### Định nghĩa
Một Fractal (fractal) là một vật thể hình học thường có hình dạng gấp khúc trên mọi tỷ lệ phóng đại, và có thể được tách ra thành từng phần: mỗi phần trông giống như hình tổng thể, nhưng ở tỷ lệ phóng đại nhỏ hơn. Như vậy fractal có vô hạn các chi tiết, các chi tiết này có thể có cấu trúc tự đồng dạng ở các tỷ lệ phóng đại khác nhau. Nhiều trường hợp, có thể tạo ra fractal bằng việc lặp lại một mẫu toán học, theo phép hồi quy.
Hình học Fractal là ngành toán học chuyên nghiên cứu các tính chất của fractal; những tính chất không dễ gì giải thích được bằng hình học thông thường. Ý niệm cơ bản của môn này là xây dựng phép đo đạc mới về kích thước của vật thể, do các phép đo thông thường của hình học Euclid và giải tích thất bại khi mô tả các fractal.

### Tập tự đồng dạng
Đặc điểm chung của nhiều fractal là tính tự đồng dạng, biểu hiện ở chỗ chúng có thể phân tích thành bộ phận nhỏ tùy ý mà mỗi bộ phận ấy lặp lại y hệt cấu trúc toàn thể. Tính tự đồng dạng ấy thể hiện rõ ở tập Cantor hay đường Peano, tam giác Spierpinki...
Cho {\displaystyle D} là một tập con đóng của {\displaystyle \mathbb {R} ^{n}}. Một ánh xạ: {\displaystyle S:D\longrightarrow D} được gọi là co nếu tồn tại {\displaystyle 0<c<1} sao cho {\displaystyle \mid S(x)-S(y)\mid \leq c\mid x-y\mid .}
Trường hợp có dấu bằng, nghĩa là {\displaystyle \mid S(x)-S(y)\mid =c\mid x-y\mid }, thì S được gọi là một phép tự đồng dạng.
Cho {\displaystyle S_{1},S_{2},\ldots ,S_{m}} là các ánh xạ co. Tập con {\displaystyle F\subset D} được gọi là bất biến đối với họ các ánh xạ co {\displaystyle \{S_{i}\}} nếu
{\displaystyle F=\bigcup _{i=1}^{m}S_{i}(F).}
Đặt {\displaystyle K} là tập hợp tất cả các tập con compact khác trống của {\displaystyle D}.
Một {\displaystyle \delta }-phủ của {\displaystyle A\in K} là tập hợp những điểm cách {\displaystyle A} quá lắm là {\displaystyle \delta }: {\displaystyle A_{\delta }=\lbrace x\in D:d(x,A)\leq \delta \rbrace .}
Lúc đó {\displaystyle K} trở thành không gian metric với khoảng các {\displaystyle d} cho bởi {\displaystyle d(A,B)=\inf \lbrace \delta :A\subset B_{\delta },B\subset A_{\delta }\rbrace .}
Định lý: Cho {\displaystyle S_{1},S_{2},......,S_{m}} là các ánh xạ co trên {\displaystyle D\subset \mathbb {R} ^{n}}. Khi đó tồn tại một tập compact không rỗng {\displaystyle F} là một bất biến đối với các {\displaystyle S_{i}}. Hơn nữa, xét một phép biến đổi {\displaystyle S} trên {\displaystyle K} cho bởi {\displaystyle S(E)=\bigcup _{i=1}^{m}S_{i}(E)} và lặp thứ {\displaystyle k} của {\displaystyle S} cho bởi {\displaystyle S^{0}(E)=E,S^{k}(E)=S(S^{k-1}(E))} với {\displaystyle k\geq 1} thì {\displaystyle F=\bigcap _{k=1}^{\infty }{S^{k}(E)}} với mỗi {\displaystyle E\in K} sao cho {\displaystyle S_{i}(E)\subset E} với mỗi {\displaystyle i}.

### Số chiều Hausdorff của tập tự đồng dạng
Cho {\displaystyle S_{1},S_{2},\ldots ,S_{m}}: {\displaystyle \mathbb {R} ^{n}\longrightarrow \mathbb {R} ^{n}} là các phép đồng dạng với tỷ số tương ứng {\displaystyle 0<c_{i}<1}. Một tập bất biến với họ các phép đồng dạng trên được gọi là tập tự đồng dạng (self-similar-set).Nếu tồn tại một tập mở bị chặn, không trống {\displaystyle V} sao cho {\displaystyle \bigcup _{i=1}^{m}{S_{i}(V)}\subset V,} với các {\displaystyle S_{i}(V)} rời nhau đôi một thì ta nói họ {\displaystyle \{S_{i}\}} thỏa điều kiện tập mở.
Định lý: Với điều kiện tập mở được thỏa mãn cho các phép đồng dạng {\displaystyle S_{i}} trên {\displaystyle \mathbb {R} ^{n}} có tỷ số đồng dạng là {\displaystyle c_{i}}, {\displaystyle F} là tập bất biến, tức là {\displaystyle F} thỏa {\displaystyle F=\bigcup _{i=1}^{m}S_{i}(F)}
thì {\displaystyle \dim _{H}F=s} với s cho bởi {\displaystyle \sum _{i=1}^{m}{c_{i}^{s}}=1}. Hơn thế nữa với {\displaystyle s} có được thì {\displaystyle 0<{\mathcal {H}}^{s}(F)<\infty }.

### Ví dụ
- Tập Cantor.

Tập Cantor được xây dựng từ đoạn thẳng {\displaystyle D=[0,1]\subset \mathbb {R} } và hai phép đồng dạng {\displaystyle S_{1}(x)={\frac {1}{3}}x,S_{2}={\frac {2}{3}}+{\frac {1}{3}}x} (tỉ số đồng dạng {\displaystyle c_{1}=c_{2}={\frac {1}{3}}}). Điều kiện tập mở được thoả mãn với {\displaystyle V<} là khoảng {\displaystyle (0,1)}. Vậy số chiều Hausdorff {\displaystyle s} là nghiệm của phương trình {\displaystyle 2{({\frac {1}{3}})^{s}}=1}, tức {\displaystyle s=\log 2/\log 3}.
- Đệm Sierpinski

Đệm Sierpinski

Đệm Sierpinski được xây dựng bằng cách xuất phát từ một tam giác đều, chia nó ra bốn tam giác đều nhỏ bởi các đường nối trung điểm của các cạnh, bỏ tam giác ở giữa, rồi lặp lại cách làm đó cho mỗi tam giác còn lại, cứ thế tiếp tục mãi. Cụ thể, đệm Sierpinski được tạo bởi ba phép đồng dạng có tỉ số {\displaystyle 1/2}. Đó là {\displaystyle T_{1}(x,y)={({\frac {1}{2}}x,{\frac {1}{2}}y)}},{\displaystyle T_{2}(x,y)={({\frac {1}{2}}x+{\frac {1}{2}},{\frac {1}{2}}y)}}, {\displaystyle T_{3}(x,y)={({\frac {1}{2}}x+{\frac {1}{4}},{\frac {1}{2}}y+{\frac {\sqrt {3}}{4}})}}. Điều kiện tập mở được thỏa mãn với {\displaystyle V} là phần trong của tập {\displaystyle E_{0}} trong đó {\displaystyle E_{0}} là hình tam giác ban đầu, nên số chiều Hausdorff {\displaystyle s} là nghiệm duy nhất của phương trình {\displaystyle {({\frac {1}{2}})}^{s}+{({\frac {1}{2}})}^{s}+{({\frac {1}{2}})}^{s}=3{({\frac {1}{2}})}^{s}=1}. Do đó {\displaystyle s=\log 3/\log 2}.
- Tập Mandelbrot có số chiều Hausdorff bằng 2.

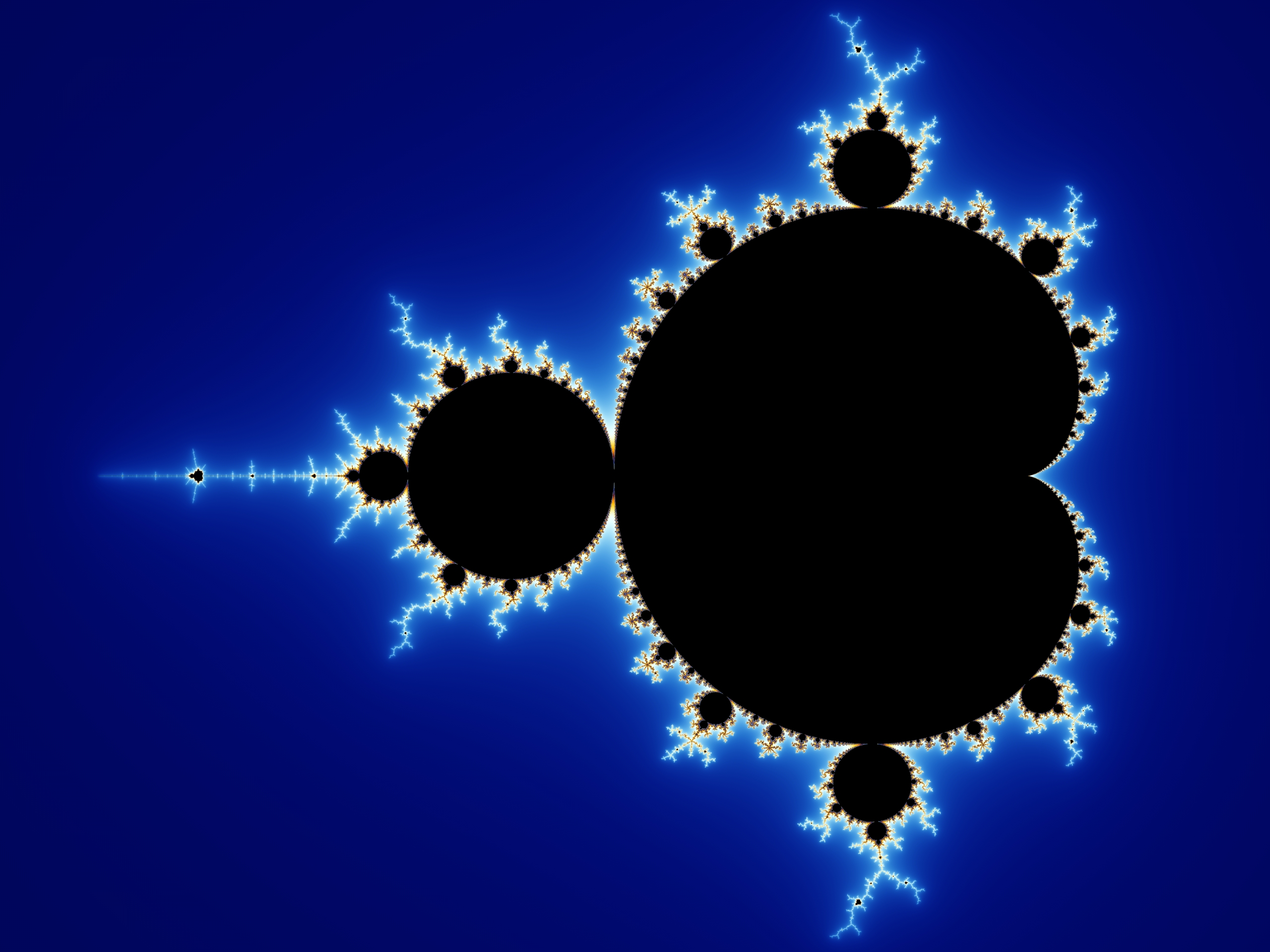
Hình ảnh đầu tiên của tập Mandelbrot (trên mặt phẳng phức) trong dãy phóng đại với môi trường được tô màu liên tục (các điểm màu đen thuộc về tập này).

- Đường Dragon có số chiều Hausdorff gần bằng 1,5236.

- Tập Julia có số chiều Hausdorff bằng 2.

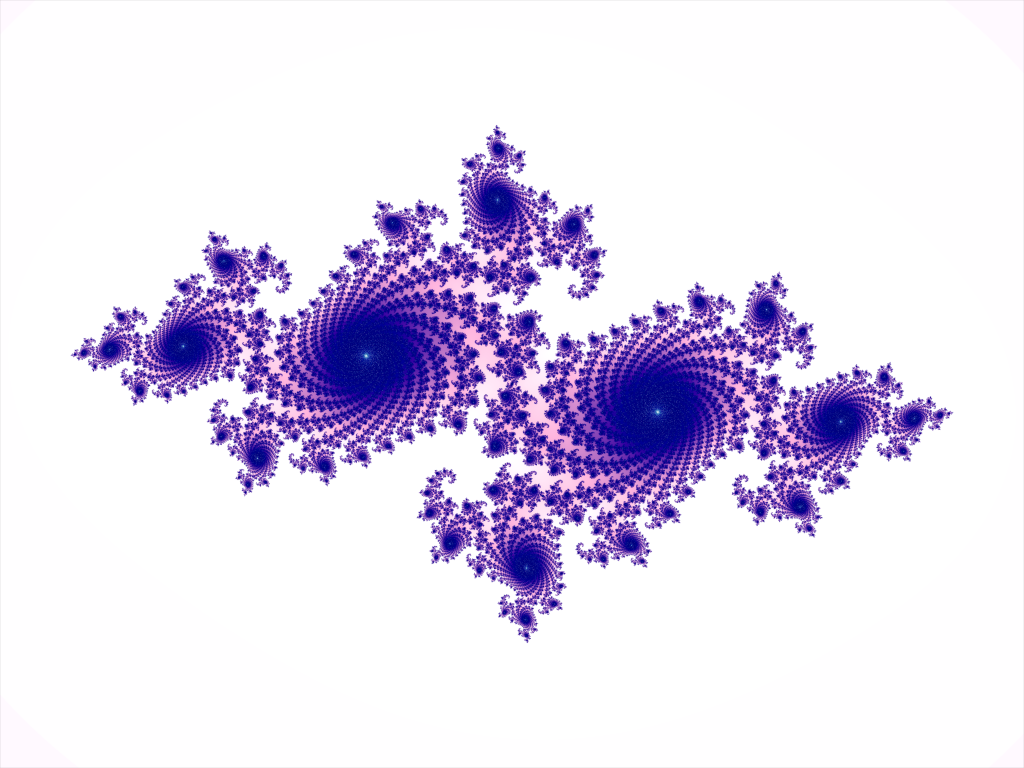
A Julia set

Bản mẫu:Slear